# Barapasaurus
Barapasaurus  ist eine Gattung von Dinosauriern und ein sehr früher Vertreter der Sauropoden. Die einzige Art Barapasaurus tagorei stammt aus dem Unterjura Indiens. Bisher sind die Überreste von mindestens sechs Individuen bekannt, wobei das Skelett bis auf den vorderen Abschnitt der Halswirbelsäule und dem Schädel nahezu vollständig bekannt ist. Damit zählt Barapasaurus zu den am vollständigsten bekannten Sauropoden des Unterjura und ist für das Verständnis der frühen Evolution dieser Gruppe von großer Bedeutung.

## Merkmale
Als einer der ältesten bekannten Sauropoden zeigte Barapasaurus bereits den für spätere Sauropoden typischen Körperbau mit verlängerten Halswirbeln, einem kurzen Rumpf und säulenartigen Beinen, die auf eine obligat vierbeinige Fortbewegungsweise weisen. Die Körperlänge wird auf etwa 14 Meter geschätzt und war damit bereits vergleichbar mit der späterer Sauropoden.
Die Wirbelsäule zeigte bereits Anpassungen an eine große Körpergröße, wie sie für spätere Sauropoden typisch waren: So war die Knochenmasse der Hals- und Rückenwirbel durch Aushöhlungen an den Wirbelkörpern und den Dornfortsätzen reduziert, was das Gewicht reduzierte. Die Rückenwirbel waren durch zusätzliche Verbindungselemente, den Hyposphen-Hypantrum-Verbindungen, stabilisiert. Das Kreuzbein derweil wurde durch einen zusätzlichen, vierten Kreuzbeinwirbel verstärkt.
Vom Schädel sind lediglich drei ganze Zähne sowie drei Zahnkronen bekannt, wobei der größte Zahn mitsamt Wurzel 5,8 cm hoch ist. Wie bei späteren Sauropoden waren diese Zähne löffelförmig, während der Zahnschmelz gefaltet war. Ein ursprüngliches Merkmal war die grobe Zähnelung der Schneidekanten.

## Systematik
Die Verwandtschaftsbeziehungen von Barapasaurus mit anderen frühen Sauropoden sind umstritten. In der 1975 erfolgten Erstbeschreibung schrieben Sohan Jain und Kollegen Barapasaurus keiner der damals unterschiedenen Familien zu, bemerkten jedoch eine Reihe sehr ursprünglicher Merkmale. Seit 1984 wird Barapasaurus häufig zusammen mit dem ebenfalls sehr ursprünglichen Vulcanodon in einer Vulcanodontidae genannten Familie klassifiziert. Paul Upchurch (1995) definiert eine neue Gruppe, die Eusauropoda, die alle Sauropoden mit einschließt, bis auf einige sehr ursprüngliche Vertreter einschließlich der Vulcanodontidae. Anders als Vulcanodon klassifiziert Upchurch Barapasaurus allerdings innerhalb der Eusauropoda; diese Interpretation wird von den meisten daraufhin veröffentlichten Studien befolgt. Saswati Bandyopadhyay und Kollegen (2010) kommen jedoch zu dem gegensätzlichen Ergebnis, dass Barapasaurus ursprünglicher war als Vulcanodon und außerhalb der Eusauropoda klassifiziert werden muss.

## Forschungsgeschichte und Namensgebung
Alle bisher bekannten Fossilien stammen aus einem einzigen Fundort in der Nähe des Dorfes Pochampalli im indischen Deccan. Die ersten Barapasaurus-Fossilien fanden sich 1958, die meisten Fossilien wurden bei Grabungen in den Jahren 1960 und 1961 geborgen. 1975 wurden sie schließlich von Sohan Jain und Kollegen wissenschaftlich beschrieben. 2010 folgte eine umfangreichere Beschreibung des Skeletts. Heute sind die Funde in der paläontologischen Sammlung des Indian Statistical Institute (indisches statistisches Bundesamt, ISI) archiviert; der Großteil der originalen Fossilien ist in einer Skelettrekonstruktion im Geologischen Museum des ISI montiert.
Der Name Barapasaurus ist aus den Wörtern bara – „groß“ und pa – „Bein“ verschiedener indischer Sprachen sowie dem griechischen sauros – „Echse“ abgeleitet und bedeutet damit „Großbeinechse“. Die Namensgeber geben an, dass sie diesen Namen bereits seit der Frühphase der Grabungen von 1961 als Spitznamen des neuen Dinosauriers verwendeten, als ein Oberschenkelknochen mit einer Länge von über 1,7 Meter entdeckt wurde. Der zweite Teil des Artnamens, tagorei, soll an den berühmten indischen Dichter Rabindranath Thakur (Rabindranath Tagore ist eine ältere Schreibweise) erinnern. Das erste Grabungsjahr wäre gleichzeitig der hundertste Geburtstag von Thakur gewesen.

## Paläohabitat
Barapasaurus stammt aus Ton- und Sandsteinen des unteren Abschnittes der Kota-Formation. Andere Wirbeltierfunde dieses Abschnitts schließen den ursprünglichen Sauropoden Kotasaurus sowie die Säugetiere Kotatherium, Indotherium und Indozostrodon mit ein. Der obere Teil der Formation enthält darüber hinaus Fischfossilien, einen Flugsaurier, eine Schildkröte, zwei Sphenodontier, eine Schuppenechse sowie verschiedene weitere Säugetier-Gattungen.

## Taphonomie
Die insgesamt etwa 300 Knochen fanden sich zusammen mit großen fossilen Baumstämmen auf einer Fläche von etwa 276 Quadratmetern. Obwohl eines der Skelette teilweise im Skelettverbund entdeckt wurde, lagen die meisten Knochen zusammenhangslos vor. Anhand der sechs linken Oberschenkelknochen wird die Gesamtanzahl der Individuen auf mindestens sechs geschätzt.
Laut Bandyopadhyay und Kollegen (2002, 2010) handelt es sich bei diesen Fossilien um eine Barapasaurus-Herde, die durch ein katastrophales Ereignis ums Leben gekommen ist, möglicherweise durch eine Sturmflut. Die Sturmflut hätte außerdem die Bäume entwurzelt, die sich zusammen mit den Barapasaurus-Fossilien fanden. Nachdem die Kadaver von dem Wasser eine Strecke transportiert wurden, begannen sie zu verwesen, und die Knochen verließen den Skelettverbund. Die leichten und fragilen Schädelknochen wurden durch Wasser weggespült, wobei nur die schwereren Knochen des Postkraniums am heutigen Fundort verblieben.